# Eusebi Freixa i Rabassó
Eusebi Freixa i Rabassó (en documents d'època sovint escrit com Eusebio Freixa y Rabasó) (Reus, 28 de febrer de 1824 - Madrid juny de 1894) era un escriptor, funcionari de l'administració i editor català, que escrivia i editava en castellà.
De ben jove els seus pares es traslladaren a Barbastre. El 1839 als quinze anys ingressà a la Milícia Nacional. Visqué a Barbastre fins al 1843. El 1848 prengué part en el moviment revolucionari de Tarragona i en 1857 participà en l'atac contra les tropes del govern moderat a Fraga, després d'aquest darrer esdeveniment va ser empresonat a Lleida i bandejat a les Illes Balears i després a Saragossa. Des de llavors i fins al 1868 no hi va haver cap moviment liberal al que no prengués part activa. Era membre de la Societat Ecònomica lleidatana, creada per una «minoria d'il·lustrats» per a modernitzar la societat civil i pujar el nivell cultural de la població. Funcionari de professió, treballà a les secretaries dels ajuntaments d'Alfaro i de Lleida. El 1856 va dimitir de la secretaria de Lleida, pel seu disgust amb la política del batlle Ramon Castejón i Bajils. Va dirigir el setmanari lleidatà El Eco del Segre, de tendència demòcrata federal. En 1868 era oficial primer a la secretaria de l'Ajuntament de Madrid, càrrec que exercí fins al 1873, quan fou nomenat governador d'Alacant. Renuncià al càrrec per diferències ideològiques i es dedicà a escriure un gran nombre d'obres sobre temes legislatius i municipals.
A una de les seves rares obres literàries,Teresa Guix, posa la qüestió de la pena de mort i la violència contra les dones. L'obra reconstrueix la història real de Teresa Guix (1816-1839). L'argument: l'1 d'agost de 1839, l'espòs de Teresa Guix tornà més aviat del previst d'un viatge i s'enrabià violentament per què el dinar no era preparat. En la disputa que va seguir, Teresa va matar el seu espòs que l'havia perseguit al balcó on s'havia refugiat per a escapar a la seva ràbia furiosa. Després d'un plet curt, el 26 d'agost, a l'edat de 23 anys, va ser executada amb el garrot vil. L'esdeveniment va fer moltes ones a la regió de Lleida i a poc a poc la imatge de la parricida va canviar-se en la d'una víctima de violència conjugal que va rebre la compassió i simpatia populars pòstumes. En la seva obra, Freixa posa la qüestió: «¿Hasta cuando una muerte malhadada /con otra muerte ha de quedar borrada /y la sangre con la sangre ha de labarse?»
Fundà l'editorial  Publicaciones de Don Eusebio Freixa y Rabassó, on publicà més de 80 títols de temàtica administrativa, alguns dels quals van tenir més de 20 edicions. Un soci seu, Luis Falcato, quan Freixa va morir, va reeditar els títols més interessants amb la legislació actualitzada.

## Obres[9][10]
Ficció
- Teresa Guix, ó sea, Consecuencias d'un adulterio: leyenda histórica-contemporánea. Lleida: Imp. y librería de José Sol,1847. Una segona edició augmentada sota el títol Adúltera y parricida, ó sea Teresa Guix alias la Maseta. Lleida: Imp. y lib. de José Sol, 1857[11] Obra literària que alimentà el debat sobre l'abolició de la pena de mort.
- El Ángel de una familia: comedia dramática en cuatro actos y en verso. Madrid: Imprenta del Indicador de los Caminos de Hierro, 1876.[1]

No-ficció
- Prontuario de la administración municipal. Madrid: Imprenta de C. Moliner y Cia.,1866.
- Guia manual de Secretarios de Ayuntamiento Madrid: Est. tipográfico de Tomás Minuesa, 1891.
- Guia de quintas. Madrid: Imprenta Corominas, 1856.
- Legislación de minas. Madrid: Publicaciones de Eusebio Freixa y Rabasó,1887.
- Ley de Sufragio Universal para la elección de Diputados a Cortes. Madrid: Tomás Minuesa,1890.
- Ideas republicanas fIlosóficas y morales. Madrid: Imprenta E. de la Riva,1869.
- El Crisol de centenares de libros, folletos, periódicos, àlbums, discursos, epístolas y memorias: gran repertorio de maximas, axiómas, apotégmas, escólios, epígramas, proverbios, adagios, refranes y pensamientos sentenciosos, morales, filosóficos y políticos. Publicaciones de Eusebio Freixa y Rabasó, 1879 (Imp. de Montegrifo y Comp.)
- Legislación de expropiación forzosa por causa de utilidad pública extensa y convenientemente anotada: con modelos y formularios para todas los actos y servicios referentes al ramo. Madrid: Eusebio Freixa y Rabasó, 1887.
- Dicionario de las Tarifas. Madrid: Publicaciones de Eusebio Freixa y Rabasó,1893; sobre el qual la premsa contemporània escriví: «L'infatigable publicista Eusebi Freixa ha publicat un diccionari [...], segon volum del seu Prontuario de la Contribución industrial y de comercio. [Madrid: Publicaciones de Eusebio Freixa y Rabasó, 1893] Ambdues obres, que hem examinats, responen a una veritable necessitat.»[12]